# Philipp Friedrich von Breuner
Philipp Friedrich von Breuner (ur. 6 września 1597 w Győr, zm. 22 maja 1669 w Wiedniu) – austriacki duchowny rzymskokatolicki, w latach 1629–1669 książę biskup Wiednia.

## Życiorys
Urodził się 6 września 1597 w Győr. W latach 1617–1621 studiował w Collegium Germanicum i na Papieskim Uniwersytecie Gregoriańskim, gdzie otrzymał stopień doktora. 8 grudnia 1621 otrzymał święcenia kapłańskie a 9 września 1630 został mianowany biskupem pomocniczym Ołomunieckim ze stolicą tytularną Ioppe. Sakrę otrzymał dopiero 5 września 1635. W 1639 cesarz Ferdynand III mianował go biskupem Wiednia, papież zatwierdził kanonicznie ten wybór 5 września tego samego roku. Ingres do katedry miał miejsce 26 grudnia 1639. Został zapamiętany jako pobożny biskup, zajmujący się duszpasterstwem i działalnością kaznodziejską. Z powodu rosnących granic Wiednia na nowo ustalił granice parafii. Breuner wzniósł monumentalny ołtarz główny w katedrze św. Szczepana, poświęcony 19 maja 1647.
Zmarł 22 maja 1669, został pochowany w chórze katedry św. Szczepana.